# ТЕС Yanbu Cement
24°16′34″ пн. ш. 37°33′34″ сх. д. / 24.27611° пн. ш. 37.55944° сх. д.
ТЕС Yanbu Cement — теплова електростанція на західному узбережжі Саудівської Аравії, яка обслуговує цементний завод компанії Yanbu Cement, розташований ща півтори сотні кілометрів на північний захід від Янбу.
Станом на середину 1990-х завод забезпечували 8 генераторних установок на основі двигунів внутрішнього згоряння від компанії Deutz потужністю по 5,2 МВт.
В 1995-му замовили 8 генераторних установок від компанії MAN типу 9L-58/64 потужністю по 11 МВт. Станом на початок 2000-х у складі електростанції діяло 9 таких установок, а в 2009-му замовили ще 6, що дозволило вивести з експлуатації старі генераторні установки від Deutz.
Як паливо зазначені вище установки використовують нафтопродукти. В 2015-му з метою підвищення енергоефективності замовили 22 котла-утилізатора, які використовують тепло технологічних процесів та живлять дві парові турбіни потужністю 15 МВт та 37 МВт.